# Helmut Müller (voetballer, 1937)
Helmut Müller (Steinach, 17 maart 1937) is een voormalig voetballer uit Oost-Duitsland, die speelde als aanvaller. Hij kwam zijn gehele carrière uit voor Carl Zeiss Jena en de voorlopers van die club. Müller was in 1958 topscorer van de DDR-Oberliga met 17 treffers.

## Interlandcarrière
Müller  kwam in totaal dertien keer (vijf doelpunten) uit voor de nationale ploeg van Oost-Duitsland in de periode 1957–1962. Onder leiding van de Hongaarse bondscoach János Gyarmati maakte hij zijn debuut op 27 oktober 1957 in de WK-kwalificatiewedstrijd tegen Tsjecho-Slowakije (1-4) in Leipzig, net als Rolf Jahn (SC Turbine Erfurt), Kurt Zapf (SC Empor Rostock) en Willy Holzmüller (SC Motor Karl-Marx-Stadt). Müller nam in dat duel de enige Oost-Duitse treffer voor zijn rekening.

## Erelijst
Motor Jena
- DDR-Oberliga

1963
- Topscorer DDR-Oberliga

1958 (17 goals)
- Oost-Duitse beker

1960